# Arisaema exappendiculatum
Arisaema exappendiculatum là một loài thực vật có hoa trong họ Ráy (Araceae). Loài này được H.Hara mô tả khoa học đầu tiên năm 1965.